# Clarence Gilyard, Jr.
Clarence Gilyard, Jr. (24. december 1955 - 23. november 2022) var en amerikansk skuespiller. Han var bedst kendt for sin rolle som Theo i Die Hard fra 1988.